# Enrique López Belda
 Juan López Belda (1900-1936) fue un militar español.

## Biografía
Miembro del arma de infantería, en julio de 1936 se encontraba destinado en Barcelona y ostentaba el rango de capitán. La mañana del 19 de julio de 1936 se puso al frente de una columna compuesta por soldados del Regimiento de Infantería «Badajoz» y por voluntarios falangistas que logró superar las barricadas y llegar al centro urbano. López Belda logró alcanzar el edificio de la Capitanía general de la IV División Orgánica. El general Llano de la Encomienda trató de transmitirle diversas órdenes a López Belda, pero éste se negó a acatarlas. Continuó resistiendo allí durante casi todo el día hasta que el edificio fue asaltado y López Belda fue hecho prisionero junto a otros como el general Manuel Goded. Fue trasladado al buque-prisión Uruguay, donde quedó encarcelado.
Posteriormente fue juzgado en Consejo de guerra, condenado a muerte y fusilado el 26 de agosto de 1936 en los fosos del Castillo de Montjuic.